# Consap
La Concessionaria Servizi Assicurativi Pubblici (anche CONSAP) è una società per azioni italiana interamente partecipata dal Ministero dell'economia e delle finanze.
Configurata come società in house, CONSAP gestisce servizi per diversi Ministeri, tra cui Ministero delle imprese e del made in Italy, Ministero dell'interno, Ministero dell'economia e delle finanze, Ministero delle infrastrutture e dei trasporti, Presidenza del Consiglio dei ministri.

## Storia
Nata il 1º ottobre 1993, in seguito alla scissione dall’Istituto Nazionale delle Assicurazioni (INA), Consap gestisce i servizi assicurativi di rilievo pubblico ereditati da INA, tra i quali in particolare il Fondo di garanzia per le vittime della strada e il Fondo di solidarietà in favore delle vittime dei reati di tipo mafioso, delle richieste estorsive e dell’usura.
In seguito si sono aggiunte altre attività di natura assicurativa tra i quali l’Organismo di indennizzo, il Centro di informazione italiano e la Stanza di Compensazione.
Nel tempo, la missione aziendale si è ampliata con altre attività e funzioni di interesse pubblico, affidate a Consap a diverso titolo in quanto attinenti alle finalità istituzionali della Società sempre per i loro aspetti pubblicistici. Questo ha permesso di sviluppare nuove competenze anche in ambito finanziario, tecnologico e socioeconomico, portando la Società a gestire circa 40 linee di attività – per conto di diverse Istituzioni – distinte tra servizi assicurativi pubblici, finanziari e di sostegno alla collettività con criteri di efficacia, efficienza ed economicità.

## Attività
CONSAP gestisce:
- il Fondo di garanzia per le vittime della strada
- Centro di Informazione
- Organismo di Indennizzo italiano
- Stanza di compensazione
- Certificazioni navali
- il Fondo di garanzia per le vittime della caccia
- il Fondo vittime mafia, estorsione, usura, reati violenti e orfani per crimini domestici
- il Fondo di solidarietà per i mutui per l'acquisto della prima casa
- il Fondo di sospensione mutui per l’acquisto della prima casa
- il Fondo per gli acquirenti di beni immobili da costruire
- il Fondo per l'accesso al credito per l'acquisto della prima casa da parte delle giovani coppie o dei nuclei familiari monogenitoriali
- il Fondo di sostegno alla natalità
- il Fondo per lo studio
- il Fondo di indennizzo risparmiatori
- Bonus e Contributi
- il Fondo per il credito ai giovani
- il Fondo "fallimenti immobiliari"
- il Fondo SACE
- il Fondo debiti PA
- i Fondi "Dazieri" e "Brokers"
- il Fondo di Garanzia sulla Cartolarizzazione delle Sofferenze (GACS)
- il Fondo Juncker
- i Fondi ex Artigiancassa
- i Fondi alluvionati (ex gestione MedioCredito Centrale)
- il Cashback di Stato (Piano Italia Cashless)

CONSAP ha inoltre incarichi del Governo in materia di:
- rapporti dormienti
- polizze dormienti
- furto d'identità
- tenuta del Ruolo nazionale dei periti assicurativi